# Santos de Soledad
El Santos fue un equipo de fútbol que jugó en la Liga Premier de Ascenso de la Segunda División de México. Tuvo como sede el Estadio Plan de San Luis de la ciudad de San Luis Potosí, San Luis Potosí, México. Anteriormente jugaban sus partidos como locales en la Unidad deportiva 21 de Marzo, del vecino municipio de Soledad de Graciano Sánchez.

## Historia
El equipo inició el 2013 en la segunda división Liga de Nuevos Talentos con el nombre de Santos de Soledad , pero por una cuestión administrativa, la Federación los registró como Atlético San Luis ya que en un principio el equipo se proyectaba como una filial. 
Lograron llegar a dos finales consecutivas en la LNT, en el Apertura 2013, perdieron la final ante Pioneros de Cancún, y en el Clausura 2014, nuevamente quedaron subcampeones, esta vez ante Selva Cañera
Para el Apertura 2014, la franquicia de Bravos de Nuevo Laredo se mudó a Soledad, y formaron en tiempo y forma al nuevo Santos de Soledad, ahora en la segunda división Liga Premier, por lo cual la Federación los registró formalmente como Santos de Soledad.,
En el Clausura 2016, el equipo comienza con una restructuración importante, como primer movimiento se aununcia el cambio de su sede como local al Estadio Plan de San Luis de la capital potosina, además de que el equipo ahora será llamado Santos San Luis F.C.
Después de finalizar el torneo Clausura 2017, el equipo desaparece.

## Entrenadores
| Nombre              | Año         |
| ------------------- | ----------- |
| David Rangel        | 2013 - 2014 |
| Marco de Almeida    | 2014 - 2015 |
| Óscar Cabrera Villa | 2015 - 2016 |
| Rubén Galván        | 2016        |
| Luis Antonio Valdez | 2016 - 2017 |

## Palmarés

### Torneos nacionales
- Subcampeón de la Liga de Nuevos Talentos de México (2): Apertura 2013, Clausura 2014.

## Temporadas
| Temporada     | División      | Posición               |
| ------------- | ------------- | ---------------------- |
| Apertura 2014 | 3.Segunda LPA | 11.º Grupo I           |
| Clausura 2015 | 3.Segunda LPA | 10.º Grupo I           |
| Apertura 2015 | 3.Segunda LPA | 11.º Grupo I           |
| Clausura 2016 | 3.Segunda LPA | 10.º Grupo I           |
| Apertura 2016 | 3.Segunda LPA | 4.º Grupo II (Cuartos) |
| Clausura 2017 | 3.Segunda LPA | 15.º Grupo II          |